# Kresten Drejergaard
Kresten Drejergaard (født 14. maj 1944 i Veng Sogn, Hørning) er cand.theol.. Han var fra 1995 til  2012 biskop i Fyens Stift. Derefter blev han præst ved Den Danske Kirke i Genève i Schweiz.
Drejergaard, der selv er præstesøn, fik sin embedseksamen i teologi fra Aarhus Universitet i 1970. Han var sognepræst i Asperup-Roerslev (Nordvestfyn) fra 1974 til 1995, hvor han blev biskop. I 2001 blev han Ridder af 1. grad af Dannebrogordenen.